# Emilio Colombo
Emilio Colombo (Potenza, 11. travnja 1920. —  Rim, 24. lipnja 2013.) bio je talijanski političar, diplomat i premijer Italije od 1970. do 1972. 

## Životopis
Emilio Colombo bio je član stranke Kršćanska Demokracija. Njegova politička karijera započinje 1946., kada je bio član ustavotvornog vijeća. 
Od 1948. bio je član zastupničkog doma (Camera dei deputati). 
Od 1963. do 1970., Colombo je bio minitsar financija, a 1970. postaje premijer. U periodu od 1974. do 1976. opet je obnašao dužnost ministra financija. 
Za predsjednika Europskog parlamenta izabran je 1977. i na ovoj funkciji ostaje do 1979. Ministar vanjskih poslova Italije bio je u dva navrata: od 1980. do 1983. i od 1992. do 1993. Bio je i predsjedavajući Međunarodne unije demokršćana 1993. 
Emilio Colombo je preminuo u Rimu u lipnju 2013. u dobi od 93. godine.

## Nagrade
- Nagrađen je Karlova nagrada 1979.
- Predsjednik Italije Carlo Azeglio Ciampi ga je 2003. proglasio doživotnim senatorom

## Vanjske poveznice
- Sa stranica talijanskog senata (tal.)